# Asociación Deportiva Ourense Hockey Club
La Asociación Deportiva Ourense Hockey Club es un club deportivo de hockey sobre hierba y hockey sala de Orense, España.

## Historia
Fue fundado el 30 de septiembre de 1994. En 1997 consigue su primer éxito en el campeonato de España juvenil femenino de hockey sala celebrado en San Sebastián, al lograr la medalla de plata. En el año 2000 logra el ascenso a la máxima categoría del hockey hierba femenino español, la División de Honor, al ganar el Campeonato de España de 1ª División celebrado en Bilbao. En su primera temporada en División de Honor, la temporada 2000-01, quedan terceras, y ese mismo año son subcampeonas de la Copa de la Reina, lo que les permite participar en la Copa de Europa de Campeones de Copa y solicitar para Orense a la Federación Europea de Hockey la organización del torneo oficial el año 2002, en el que el Ourense HC consigue la cuarta posición. Volvieron a quedar subcampeonas de Copa en 2003 y 2004. En la temporada 2001-02 de la liga vuelven a terminar terceras, y en la 2002-03 y la 2003-04, cuartas.

## Premios y galardones
La Secretaría General para el Deporte de la Junta de Galicia le nombró mejor club femenino del año en 2001 y 2002.